# Józef Abramczyk

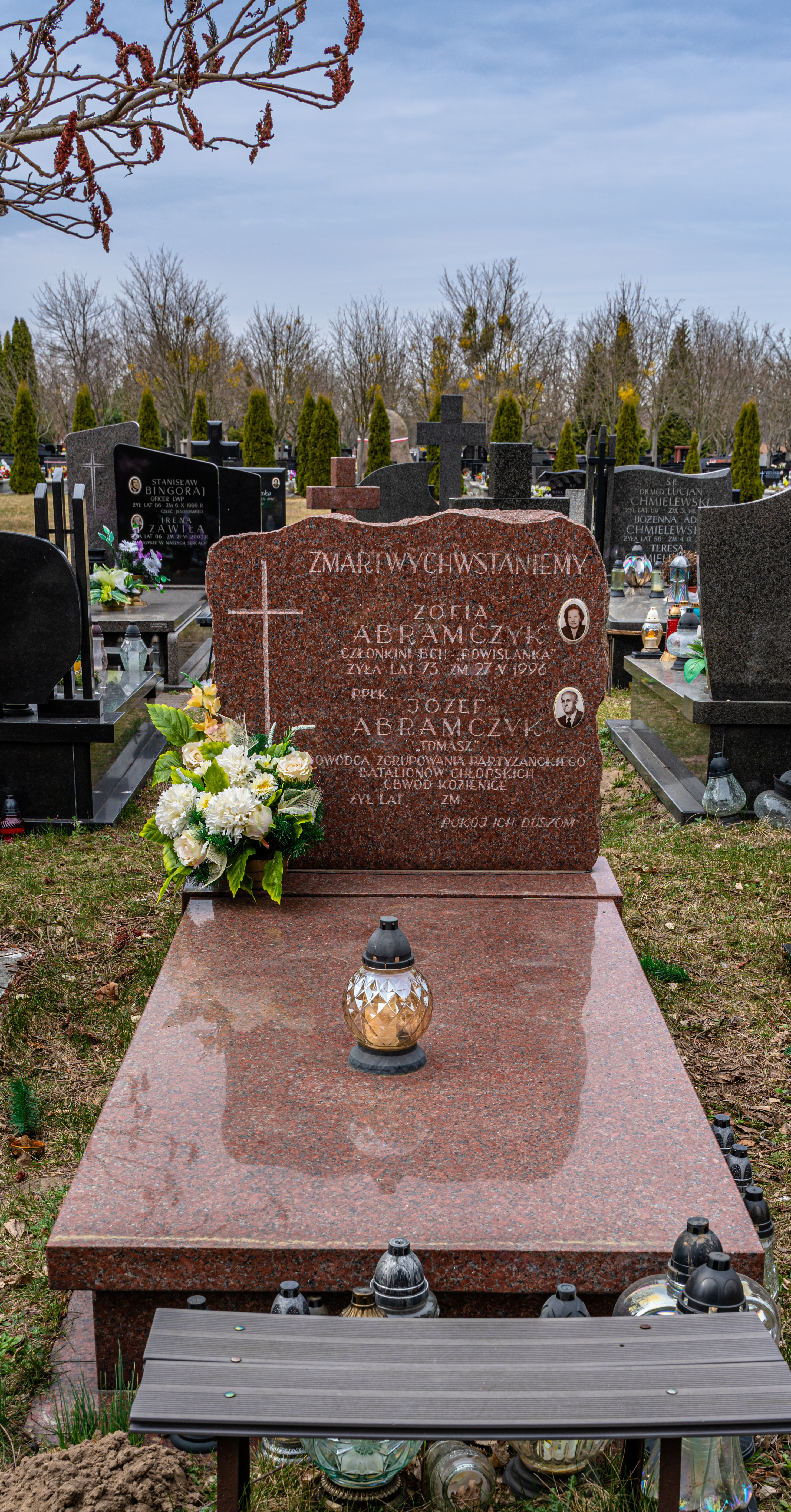
Grób Józefa Abramczyka na cmentarzu komunalnym Północnym w Warszawie

Józef Abramczyk, ps. Tomasz (ur. 23 grudnia 1912 w Kępicach, zm. 13 maja 2001) – polski działacz ludowy, dowódca oddziału Batalionów Chłopskich.

## Życiorys
Urodził się w rodzinie chłopskiej. Jako młodzieniec kształcił się w szkole powszechnej w Mołodecznie. Działał w ruchu ludowym, był członkiem Związku Młodzieży Wiejskiej RP „Wici”. Brał udział w strajku chłopskim w 1937. 
Był rezerwistą Wojska Polskiego. Brał udział w kampanii wrześniowej jako żołnierz 39 Dywizji Piechoty. Po jej zakończeniu włączył się w działalność podziemną. W maju 1940 wstąpił do Związku Walki Zbrojnej, by w 1941 przejść do BCh. Współpracując z Bolesławem Krakowiakiem Biloffem, utworzył oddział partyzancki. W grudniu 1943 został jego dowódcą. Brał udział w licznych potyczkach z żandarmerią niemiecką. 
Po wojnie należał do Polskiego Stronnictwa Ludowego w powiecie Złotoryja. W latach 1950–1977 był pracownikiem spółdzielczym w Warszawie.

## Odznaczenia
- Krzyż Srebrny Orderu Virtuti Militari